# ليون بينكو
ليون بينكو (بالكرواتية: Leon Benko)‏  (ولد في 11 تشرين الثاني / نوفمبر 1983) هو لاعب كرة قدم كرواتي يلعب حاليا كمهاجم مع نادي ليوبليانا في دوري سلوفينيا لكرة القدم.

## وصلات خارجية
- ليون بينكو على موقع اتحاد كرواتيا (الكرواتية)
- ليون بينكو على موقع قاعدة بيانات كرة القدم.إي يو (الإنجليزية)
- ليون بينكو على موقع ناشيونال فوتبول تيمز (الإنجليزية)
- ليون بينكو على موقع Soccerway.com (الإنجليزية)
- ليون بينكو على موقع عالم كرة القدم.نت (الإنجليزية)
- ليون بينكو على موقع AS.com (الإسبانية)